# هاوکادالور
هاوکادالور (به لاتین: Haukadalur) یک دره و فروزمین در ایسلند است که در Bláskógabyggð واقع شده‌است.